# Manfred Bock
Manfred Bock   (Hamburg, 28 de maig de 1941 - Uetersen, 31 d'octubre de 2010) fou un atleta alemany, especialista en el decatló, que va competir sota bandera de la República Federal Alemanya durant la dècada de 1960.
En el seu palmarès destaca una medalla de bronze en la prova del decatló del Campionat d'Europa d'atletisme de 1962. El 1963 i el 1960 i 1961 el de pentatló per equips. El 1964 va millorar el rècord nacional del decatló amb 7.950 punts, segons la puntuació del moment.
El 1960 va prendre part en els Jocs Olímpics d'Estiu de Roma, on fou desè en la competició de decatló del programa d'atletisme.

## Millors marques
- Decatló. 7.950 punts (1964)[7]